# Festival do Jornal do Brasil
O Festival de Cinema do Jornal do Brasil ou Festival JB foi um encontro anual de realizadores brasileiros de filmes de curta metragem realizado no Rio de Janeiro e promovido pelo diário Jornal do Brasil.
Iniciado em 1965, o festival teve duas etapas: amadorística (1965-70) e profissional (1971-79). Existiu até 1979.